# علياء الكاظمي
علياء الكاظمي (17 أبريل -) روائية وكاتبة كويتية.

## نبذة عنها
عضوة في رابطة الأدباء
تحمل شهادة التمويل من كلية العلوم الادارية جامعة الكويت وتعمل في القطاع الخاص.

## مسيرتها المهنية
- بداياتها في الكتابة لم تكن تخطط لها ولم يخطر ببالها أن تصبح كاتبة على الرغم من عشقها للقراءة «لكن حدث في يوم من أيام عام 2006 عندما كانت تقرأ رواية لم تعجبها نهايتها فخطرت لها فكرة كتابة رواية لنفسها بعنوان وكانت أولها 'ويبقى الامل ينبض في القلوب' ولم تكن تنوي نشرها لكن بعد الانتهاء منها شعرت بالرغبة في مشاطرة الناس ما كتبته فنشرتها وحققت نجاحا كبيرا».[3]
- لديها مجموعة من الروايات في المكتبات والمعارض الدولية للكتاب.[4]
- ترجمت أول إصدار لها «ويبقى الأمل ينبض بالقلوب» إلى اللغة الإنجليزية.[5]
- عام 2009 عرض لها فيلم كويتي مأخوذ عن قصة غالية من إصدار جمان باسم (زينة البنات) وقد نفذ من قبل مركز اشراق للفتيات.[6][7]
- عام 2013 قامت الفنانة أسمهان توفيق باقتباس روايتها حبيبة لعمله مسلسلاً تلفزيونياً حمل عنوان (أحببتك منذ الصغر)، وعرض مرتين على شبكة أوربت شوتايم للمرة الأولى والعرض الثاني في مارس 2016 على ام بي سي 1[8]
- انضمت عام 2014 إلى أسرة مكتبة «ذات السلاسل» وهي المرة الأولى التي تتعامل فيها حصريا مع دار نشر معينة حيث كانت تعمل بمفردها لعدة سنوات.[9]
- عام 2016 تم اقتباس روايتها «بين قلبين» لتحويله لمسلسل تلفزيوني يحمل نفس الاسم بين قلبين وعرض في رمضان 2016 على عدة قنوات عربية [10]
- في 31 مارس2019 عرض مسلسل عشاق رغم الطلاق وقامت بكتابة القصة السيناريو والحوار وليس مقتبسا عن أي رواية كتبتها[11]
- في رمضان 2019 عرض مسلسل "الديرفة" وهو مأخوذ عن روايتها "بلا هوية" سيناريو بدور اليوسف من إخراج مناف عبدال [12]
- في سبتمبر 2019 عرض مسلسل "جمان" المأخوذ عن روايتها التي تحمل الاسم ذاته من إخراج "خالد جمال" وإشراف "خالد الرفاعي"[13]

## أعمالها

### الأعمال التلفزيونية
| العام | العمل              | نوعه   | المخرج            |
| ----- | ------------------ | ------ | ----------------- |
| 2009  | زينة البنات        | فيلم   | فاطمة السالم      |
| 2013  | أحببتك منذ الصغر   | مسلسل  | باسل الخطيب       |
| 2016  | بين قلبين          | مسلسل  | سائد بشير الهواري |
| 2019  | عشاق رغم الطلاق    | مسلسل  | خالد جمال         |
| 2019  | الديرفة            | مسلسل  | مناف عبدال        |
| 2019  | جمان               | مسلسل  | خالد جمال         |
| 2020  | بركات              | سباعية | علي الشويفعي      |
| 2020  | ورود ملونة         | مسلسل  | منير الزعبي       |
| 2020  | بين أنف وشفتين     | مسلسل  | محمد القفاص       |
| 2021  | يا بعده            | فيلم   | لولوة عبد السلام  |
| 2022  | جوهرة              | مسلسل  | عيسى ذياب         |
| 2022  | حبي الباهر         | مسلسل  | خالد جمال         |
| 2023  | ماما غنيمة 8 حلقات | مسلسل  | عبدالرحمن السلمان |
| 2023  | حب بين السطور      | مسلسل  | خالد جمال         |
| 2024  | بعد غيابك عني      | مسلسل  | سائد الهواري      |

### الإصدارات الروائية
| العام | الإصدار                    | دار النشر   |
| ----- | -------------------------- | ----------- |
| 2006  | ويبقى الأمل ينبض في القلوب | ذات السلاسل |
| 2007  | جمان                       | ذات السلاسل |
| 2008  | بلا هوية                   | ذات السلاسل |
| 2009  | ورود ملونة                 | ذات السلاسل |
| 2009  | حبيبة                      | ذات السلاسل |
| 2010  | شهامة                      | ذات السلاسل |
| 2011  | عيناها                     | ذات السلاسل |
| 2012  | آنسات إلى الأبد            | ذات السلاسل |
| 2013  | بين قلبين1                 | ذات السلاسل |
| 2013  | بين قلبين2                 | ذات السلاسل |
| 2014  | يا بعده                    | ذات السلاسل |
| 2015  | شيماء وقلوب أخرى           | ذات السلاسل |
| 2016  | وسرقوا أيام عمري           | ذات السلاسل |
| 2017  | جوهرة                      | ذات السلاسل |
| 2017  | ولم يرحمني أحد             | ذات السلاسل |
| 2018  | بين الحب والسراب           | ذات السلاسل |
| 2018  | ظننت العشق كنزا            | ذات السلاسل |
| 2019  | بين أنف وشفتين             | ذات السلاسل |
| 2021  | في إنتظار النصيب           | ذات السلاسل |
| 2021  | قصة في كتاب ماذا قالوا     | دار حروف    |
| 2021  | التقينا بمشاركة مشعل أحمد  | دار شغف     |
| 2022  | كسر الخواطر                | ذات السلاسل |
| 2024  | سجن وحديقة                 | ذات السلاسل |